# Shall We Dance?
Shall We Dance? (bra Dança Comigo?; prt Vamos Dançar?) é um filme de comédia romântica estadunidense de 2004, dirigido por Peter Chelsom, protagonizado por Richard Gere, Susan Sarandon e Jennifer Lopez.
Trata-se uma regravação do filme homônimo japonês de 1996.

## Sinopse
Richard Gere interpreta John Clark, um homem com um emprego maravilhoso, uma esposa charmosa Beverly (Susan Sarandon) e uma família amável, mas que sente algo lhe faltar a cada dia. Toda noite em sua volta do trabalho, John vê uma linda mulher de nome Paulina (Jennifer Lopez) com uma expressão perdida através da janela de um estúdio de dança.
Numa noite, John desce do metrô, e encantado pela beleza da moça, impulsivamente se matricula para aulas de dança, na esperança de encontrá-la. Ele prova não ter muita afinidade com a coisa, mas apesar de tudo, se apaixona pela dança. Se esforça para que sua família e colegas de trabalho não saibam de sua nova obsessão.
John treina arduamente para a maior competição de dança de Chicago. Sua amizade com Paulina cresce e seu entusiasmo reacende a paixão perdida pela dança.
Com sua esposa ficando desconfiada e seu segredo prestes a ser revelado, John tem que fazer algo para continuar o seu sonho e realizar aquilo que ele realmente busca.

## Elenco
| Ator/atriz             | Personagem    |
| ---------------------- | ------------- |
| Richard Gere           | John Clark    |
| Jennifer Lopez         | Paulina       |
| Susan Sarandon         | Beverly Clark |
| Lisa Ann Walter        | Bobbie        |
| Stanley Tucci          | Link Peterson |
| Anita Gillette         | Miss Mitzi    |
| Bobby Cannavale        | Chic          |
| Omar Benson Miller     | Vern          |
| Tamara Hope            | Jenna Clark   |
| Stark Sands            | Evan Clark    |
| Richard Jenkins        | Devine        |
| Nick Cannon            | Scott         |
| Sarah Lafleur          | Carolyn       |
| Onalee Ames            | Diane         |
| Diana Salvatore        | Tina          |
| Daphne Korol           | Daphne        |
| Driton 'Tony' Dovolani | Slick Willy   |
| Katya Virshilas        | Perky Girl    |
| David Sparrow          | Louis         |
| Matt Gordon            | Frank         |
| Candace Smith          | Betsy         |
| Sandra Caldwell        | Elise         |
| Mairi Babb             | Patty         |

## Trilha sonora
1. "Sway" - The Pussycat Dolls
2. "Santa Maria" (Del Buen Ayre) - Gotan Project
3. "Happy Feet" - John Altman
4. "España cañí" - John Altman
5. "I Wanna (Shall We Dance)" - Gizelle D'Cole
6. "Perfidia" - John Altman
7. "Under The Bridges Of Paris" - John Altman
8. "Moon River" - John Altman
9. "Andalucia" - John Altman
10. "The Book Of Love" - Peter Gabriel
11. "The L Train" - Gabriel Yared
12. "I Could Have Danced All Night" - Jamie Cullum
13. "Wonderland" - Rachel Fuller
14. "Shall We Dance?" - Gotan Project
15. "Let's Dance" - Mýa

## Recepção
No site agregador de críticas Rotten Tomatoes, 47% das 156 resenhas dos críticos são positivas. O consenso diz: "O elenco é muito atraente, mas com a perda do contexto cultural e além de grandes nomes de celebridades, esta versão americana perde as nuances do original".